# Јанис Аманатидис
Јанис Аманатидис (грч. Ιωάννης Αμανατίδης; Кожани, 3. децембар 1981) је бивши грчки фудбалер и фудбалски тренер.

## Каријера
Породица Аманатидиса емигрирала је у Немачку, тачније у Штутгарт, када је Јанис имао девет година. Тамо је најпре почео да игра за омладински тим клуба Штутгартер СЦ док је 1995. прешао у фудбалску академију ВфБ Штутгарта.
Члан Штутгарта постао је 1999. али је сезоне 2000/01. и 2001/02. провео на позајмици у Гројтер Фирту. Своју бундеслигашку каријеру играч је започео 2002. када се вратио у матични Штутгарт али након сукоба са тадашњим тренером Феликсом Магатом више није добијао могућности да игра. Због тога је 2004. године послат на позајмицу у Ајнтрахт Франкфурт. Играч је импресионирао тамо својим играма иако се тим борио за опстанак у првој лиги.
У лето 2004. Јанис Аманатидис потписује за Кајзерслаутерн али се након једне сезоне у клубу враћа у Ајнтрахт Франкфурт који се поново квалификовао у Бундеслигу. Аманатидис се показао одличним нападачем у клубу и у сезони 2007/08. додељена му је капитенска трака. Напустио је клуб 18. јула 2011, након тога се повукао.

## Репрезентација
Прву утакмицу за репрезентацију је одиграо у новембру 2002. године у утакмици против Ирске. Дебитовао је на Купу конфедерација 2005, а играо је на Европском првенству 2008. у Аустрији и Швајцарској.
У репрезентативној каријери, Аманатидис је играо 35 пута за Грчку и постигао три гола. Најзначајнији је био победнички погодак против Турске у Истанбулу у склопу квалификација за ЕУРО 2008.
Након скоро осам година у репрезентацији, Аманатидис је објавио повлачење из репрезентације 9. августа 2010. године.

### Голови за репрезентацију
| #  | Датум              | Место                | Противник | Гол | Исход  | Такмичење                                 |
| -- | ------------------ | -------------------- | --------- | --- | ------ | ----------------------------------------- |
| 1. | 17. октобар 2007.  | Истанбул, Турска     | Турска    | 0-1 | Победа | Квалификације за Европско првенство 2008. |
| 2. | 17. новембар 2007. | Атина, Грчка         | Малта     | 5-1 | Победа | Квалификације за Европско првенство 2008. |
| 3. | 24. мај 2008.      | Будимпешта, Мађарска | Мађарска  | 3-2 | Пораз  | Пријатељска                               |